# Arnold Böcklin
Arnold Böcklin (født 16. oktober 1827 i Basel, død 16. januar 1901 i San Domenico ved Fiesole) var en schweizisk maler.
Böcklin studerede først på Kunstakademiet i Düsseldorf under Johann Wilhelm Schirmer, men følte snart dyb lede for düsseldorfernes maleri, derefter i Bryssel; i Paris satte Februarrevolutionen 1848 mærker i hans sind, og Nicolas Poussins og Jean-Baptiste Camille Corots kunst åbnede hans blik for ideal landskabskunst. I Roms omegn drev han med iver landskabsstudier. Gennem Paul von Heyse introduceredes Böcklin i München hos kunstmæcenen Adolf Friedrich von Schack, der efter udstillingen af hans Fløjtespillende Pan blev hans trofaste beskytter og købte hans første række arbejder, som stødte datidens æstetiske begreber. Væsentlig ved Schacks indflydelse blev Böcklin 1860 lærer ved kunstskolen i Weimar; lærergerningen kedede ham, forsøg med en flyvemaskine eller med ny maleriske medier, som tempera og fernismaleri, sysselsatte ham stærkere, og snart bragte hans urolige temperament ham ud på de lange rejser; atter tog han rastløst arbejdende til Italien, var så 1866-71 i Basel, for hvis museum han malede tre barokke fresker, derefter igen i München og Italien, hvor han efter et 7-årigt ophold i Hottingen ved Zürich endte sine dage; i de senere år åndelig og legemlig stærkt svækket.
Som Böcklins ydre livsforhold var hans kunst også selv i en stadig uro, der ikke slog sig til tåls med nedarvede eller selverhvervede resultater, men stadig søgte ny landvindinger; om hans kunstnerbane slog da også indignationens eller forbavselsens høje brændinger, men omsider tiltvang han sig den offentlige menings anerkendelse og en stadig voksende skares dybe beundring, der synes nyere tider for overstrømmende. Her nogle af hams mest kendte arbejder, han studeres bedst i Kunstmuseum Basel med 122 værker og Schackgalerie: Panisk skræk, Dianas jagt, det storladne Slottet ved Havet og Daphnis og Amaryllis. Med opholdet i München fra 1871 begynder den genre, der på grund af dens naturfrodige naivitet og brede humor har vundet videst anerkendelse: Havidyllen med Böcklins kælebarn: det brunstige baturbarn hav-kentauren, tritoner og najader, som i Havidyl, hvor søslangen magelig solende sig lader sig husdyrvillig klø i nakken af havets kåde beboere, Triton, der blæser i en Muslingeskal. Hans fantasis storhed kommer måske allerbedst til orde på det landskabelige område, De saliges ø, Dødens ø, Borgbranden med mere. Böcklin har oftere forsøgt sig i det religiøse maleri Pietà, Nedtageisen fra korset, Kristi lig begrædes. Gentagne gange har Böcklin malet sig selv, således i et brystbillede, hvor den grinende død stryger violinen bag den lyttende kunstner. Böcklins betydning ligger i hans rige, bizarre indbildningskraft, der skaber alt om i sit eget billede; gennem hans farvefunklende billeder går en lyrisk storhed, der, ofte på bekostning af enkelthedernes korrekthed, tilstræber en mægtig samlet stemning, men de finere maleriske værdier vil man ofte savne i hans kunst.
En skrifttype der er opkaldt efter ham blev designet i 1904: Arnold Böcklin.

## Galleri
- Skriftprøve af skrifttypen Arnold Böcklin
- Arnold Böcklin, De dødes ø, 1883, Alte Nationalgalerie
- Arnold Böcklin, Najadernes leg, 1886, Kunstmuseum Basel
- Arnold Böcklin, formentlig Daphnis og Amaryllis, 1866

## Note
1. ↑  Kunstmuseum Basel - Sammlung Online - Arnold Böcklin Böcklin (Webside ikke længere tilgængelig)